# Mibambwe Ier
Mibambwe Ier Mutabazi est un roi (mwami) du Rwanda qui régna au milieu du XVIe siècle, après Kigeli Ier. Il serait mort vers 1552 (+ ou - 14 ans).
Yuhi II lui succéda.